# Oscar/Bester Film
Mit dem Oscar für den besten Film (Originalbezeichnung: Best Picture) werden die Produzenten eines Films ausgezeichnet. In der Regel können drei Personen als Produzenten eines Films nominiert werden. Seit der 80. Verleihung des Oscars können unter bestimmten Umständen mehr als drei Personen als Produzenten nominiert werden. Bis 1951 ging der Oscar für den besten Film an die Produktionsgesellschaften, erst ab 1952 an die Produzenten, so wie es heute noch ist.
Die Anzahl der nominierten Filme wurde erstmals zur Oscarverleihung 2010 von fünf auf zehn erhöht, um Fantasy- oder Animationsfilmen wie Oben eine Nominierung in dieser Kategorie zu ermöglichen. Nach zweimaliger Durchführung wurde zur Oscarverleihung 2012 entschieden, dass künftig zwischen fünf und zehn Filme nominiert werden. Nominiert werden Filme, die mindestens fünf Prozent der Stimmen des bei der Vorauswahl beliebtesten Films erhalten haben.
Bei der 92. Oscarverleihung im Jahre 2020 wurde zum ersten Mal ein internationaler bzw. nicht-englischsprachiger Film in der Kategorie Bester Film ausgezeichnet (Parasite aus Südkorea).
Seit 2024 müssen Filme konkrete Diversitätsanforderungen (Representation and Inclusion Standards, kurz RAISE) erreichen, um für die Kategorie Bester Film zugelassen zu werden. Dafür müssen mindestens zwei von insgesamt vier Anforderungskomplexen erfüllt werden, für deren Erfüllen es wiederum unterschiedliche Möglichkeiten gibt. So kann den Erfordernisse etwa genügt werden, indem mindestens 30 % der Besetzung des Filmes von Angehörigen der LGBTQ+-Community und bestimmten ethnischen Gruppen (etwa Schwarzen) ausgemacht werden (erfüllt Anforderungskomplex A) und gleichzeitig mindestens zwei Führungspositionen – beispielsweise Casting Director und Filmregisseur – an Menschen bestimmter ethnischer Gruppen vergeben sind (erfüllt Anforderungskomplex B).
Filme qualifizieren sich jeweils im Folgejahr ihrer Veröffentlichung für einen Oscar. In unten stehender Tabelle sind die Preisträger nach dem Jahr der Verleihung geordnet.

## 1929–1930
| Oscar | Jahr         | Preisträger            | für den Film           | Nominierungen |
| ----- | ------------ | ---------------------- | ---------------------- | --- |
| 1.    | 1929         | Paramount Famous Lasky | Flügel aus Stahl       | Fox für Das Glück in der Mansarde The Caddo Company für The Racket                                                                  |
| 2.    | 1930 (April) | M-G-M                  | The Broadway Melody    | Art Cinema für Alibi Fox für In Old Arizona M-G-M für The Hollywood Revue of 1929 Paramount Famous Lasky für Der Patriot            |
| 3.    | 1930 (Nov.)  | Universal              | Im Westen nichts Neues | Cosmopolitan für Hölle hinter Gittern M-G-M für Die Frau für alle Paramount Famous Lasky für Liebesparade Warner Bros. für Disraeli |

## 1931–1940
1933 fand keine Oscar-Verleihung statt.
| Oscar | Jahr | Preisträger       | für den Film                | Nominierungen |
| ----- | ---- | ----------------- | --------------------------- | --- |
| 4.    | 1931 | RKO Radio         | Pioniere des wilden Westens | Fox für East Lynne M-G-M für Trader Horn Paramount Publix für Skippy The Caddo Company für The Front Page |
| 5.    | 1932 | M-G-M             | Menschen im Hotel           | First National für Spätausgabe Fox für Bad Girl M-G-M für Der Champ Paramount Publix für Der lächelnde Leutnant Paramount Publix für Shanghai-Express Paramount Publix für Eine Stunde mit Dir Samuel Goldwyn für Arrowsmith |
| 6.    | 1934 | Fox               | Kavalkade                   | Columbia für Lady für einen Tag Fox für Jahrmarktsrummel London Films für Das Privatleben Heinrichs VIII. M-G-M für Liebesleid Paramount für In einem anderen Land Paramount für Sie tat ihm unrecht RKO Radio für Vier Schwestern Warner Bros. für Die 42. Straße Warner Bros. für Jagd auf James A. |
| 7.    | 1935 | Columbia          | Es geschah in einer Nacht   | 20th Century Pictures für Die Rothschilds Columbia für Das leuchtende Ziel First National für Liebeskadetten Jesse L. Lasky für Weiße Parade M-G-M für Der Tyrann M-G-M für Der dünne Mann M-G-M für Schrei der Gehetzten Paramount für Cleopatra RKO Radio für Scheidung auf amerikanisch Warner Bros. für Dickschädel Universal für Frauen am Scheidewege |
| 8.    | 1936 | M-G-M             | Meuterei auf der Bounty     | 20th Century Pictures für Die Elenden Cosmopolitan für Unter Piratenflagge M-G-M für Broadway-Melodie 1936 M-G-M für David Copperfield M-G-M für Tolle Marietta Paramount für Bengali Paramount für Ein Butler in Amerika RKO Radio für Alice Adams RKO Radio für Ich tanz’ mich in dein Herz hinein RKO Radio für Der Verräter Warner Bros. für Ein Sommernachtstraum |
| 9.    | 1937 | Hunt Stromberg    | Der große Ziegfeld          | Henry Blanke für Louis Pasteur Henry Blanke für Ein rastloses Leben Frank Capra für Mr. Deeds geht in die Stadt John Emerson und Bernard H. Hyman für San Francisco Samuel Goldwyn und Merritt Hulburd für Zeit der Liebe, Zeit des Abschieds Joe Pasternak und Charles R. Rogers für Drei süße Mädels David O. Selznick für Flucht aus Paris Lawrence Weingarten für Lustige Sünder Irving Thalberg für Romeo und Julia                                                        |
| 10.   | 1938 | Henry Blanke      | Das Leben des Emile Zola    | Pandro S. Berman für Bühneneingang Frank Capra für In den Fesseln von Shangri-La Louis D. Lighton für Manuel Samuel Goldwyn und Merritt Hulburd für Sackgasse Leo McCarey und Everett Riskin für Die schreckliche Wahrheit Charles R. Rogers und Joe Pasternak für 100 Mann und ein Mädchen David O. Selznick für Ein Stern geht auf Irving Thalberg und Albert Lewin für Die gute Erde Darryl F. Zanuck und Kenneth Macgowan für Chicago                                       |
| 11.   | 1939 | Frank Capra       | Lebenskünstler              | John W. Considine Jr. für Teufelskerle Louis D. Lighton für Der Testpilot Gabriel Pascal für Der Roman eines Blumenmädchens Frank Rollmer und Albert Pinkovitch für Die große Illusion Victor Saville für Die Zitadelle Hal B. Wallis und Henry Blanke für Jezebel – Die boshafte Lady Hal B. Wallis und Henry Blanke für Robin Hood, König der Vagabunden Hal B. Wallis und Henry Blanke für Vater dirigiert Darryl F. Zanuck und Harry Joe Brown für Alexander’s Ragtime Band |
| 12.   | 1940 | David O. Selznick | Vom Winde verweht           | Frank Capra für Mr. Smith geht nach Washington Sidney Franklin für Ninotschka Samuel Goldwyn für Sturmhöhe Mervyn LeRoy für Der Zauberer von Oz David Lewis für Opfer einer großen Liebe Leo McCarey für Ruhelose Liebe Lewis Milestone für Von Mäusen und Menschen Victor Saville für Auf Wiedersehen, Mr. Chips Walter Wanger für Ringo |

## 1941–1950
| Oscar | Jahr | Preisträger       | für den Film                    | Nominierungen |
| ----- | ---- | ----------------- | ------------------------------- | --- |
| 13.   | 1941 | David O. Selznick | Rebecca                         | Charlie Chaplin für Der große Diktator John Ford für Der lange Weg nach Cardiff David Hempstead für Fräulein Kitty Sol Lesser für Unsere kleine Stadt Joseph L. Mankiewicz für Die Nacht vor der Hochzeit Hal B. Wallis für Das Geheimnis von Malampur Walter Wanger für Der Auslandskorrespondent Jack L. Warner, Hal B. Wallis und David Lewis für Hölle, wo ist dein Sieg? Darryl F. Zanuck und Nunnally Johnson für Früchte des Zorns |
| 14.   | 1942 | Darryl F. Zanuck  | Schlagende Wetter               | Irving Asher für Blüten im Staub Samuel Goldwyn für Die kleinen Füchse Arthur Hornblow junior für Das goldene Tor Jesse L. Lasky und Hal B. Wallis für Sergeant York Everett Riskin für Urlaub vom Himmel Alfred Hitchcock für Verdacht Hal B. Wallis für Mit einem Fuß im Himmel Hal B. Wallis für Die Spur des Falken Orson Welles für Citizen Kane                                                                                     |
| 15.   | 1943 | Sidney Franklin   | Mrs. Miniver                    | Sidney Franklin für Gefundene Jahre Samuel Goldwyn für Der große Wurf Nunnally Johnson für The Pied Piper Michael Powell für 49th Parallel Joseph Sistrom für Wake Island George Stevens für Zeuge der Anklage Hal B. Wallis für Kings Row Jack L. Warner, Hal B. Wallis und William Cagney für Yankee Doodle Dandy Orson Welles für Der Glanz des Hauses Amberson                                                                        |
| 16.   | 1944 | Hal B. Wallis     | Casablanca                      | Clarence Brown für … und das Leben geht weiter Noël Coward für In Which We Serve Sidney Franklin für Madame Curie Ernst Lubitsch für Ein himmlischer Sünder William Perlberg für Das Lied von Bernadette George Stevens für Immer mehr, immer fröhlicher Lamar Trotti für Ritt zum Ox-Bow Hal B. Wallis für Watch on the Rhine Sam Wood für Wem die Stunde schlägt                                                                        |
| 17.   | 1945 | Leo McCarey       | Der Weg zum Glück               | Arthur Hornblow junior für Das Haus der Lady Alquist David O. Selznick für Als du Abschied nahmst Joseph Sistrom für Frau ohne Gewissen Darryl F. Zanuck für Wilson |
| 18.   | 1946 | Charles Brackett  | Das verlorene Wochenende        | Leo McCarey für Die Glocken von St. Marien Joe Pasternak für Urlaub in Hollywood David O. Selznick für Ich kämpfe um dich Jerry Wald für Solange ein Herz schlägt |
| 19.   | 1947 | Samuel Goldwyn    | Die besten Jahre unseres Lebens | Frank Capra für Ist das Leben nicht schön? Sidney Franklin für Die Wildnis ruft Laurence Olivier, Dallas Bower für Heinrich V. Darryl F. Zanuck für Auf Messers Schneide |
| 20.   | 1948 | Darryl F. Zanuck  | Tabu der Gerechten              | Samuel Goldwyn für Jede Frau braucht einen Engel Ronald Neame für Geheimnisvolle Erbschaft William Perlberg für Das Wunder von Manhattan Adrian Scott für Im Kreuzfeuer |
| 21.   | 1949 | Laurence Olivier  | Hamlet                          | Henry Blanke für Der Schatz der Sierra Madre Anatole Litvak und Robert Bassler für Die Schlangengrube Michael Powell und Emeric Pressburger für Die roten Schuhe Jerry Wald für Schweigende Lippen |
| 22.   | 1950 | Robert Rossen     | Der Mann, der herrschen wollte  | Dore Schary für Kesselschlacht Sol C. Siegel für Ein Brief an drei Frauen William Wyler für Die Erbin Darryl F. Zanuck für Der Kommandeur |

## 1951–1960
| Oscar | Jahr | Preisträger                           | für den Film              | Nominierungen |
| ----- | ---- | ------------------------------------- | ------------------------- | --- |
| 23.   | 1951 | Darryl F. Zanuck                      | Alles über Eva            | Pandro S. Berman für Vater der Braut Charles Brackett für Boulevard der Dämmerung S. Sylvan Simon für Die ist nicht von gestern Sam Zimbalist für König Salomons Diamanten             |
| 24.   | 1952 | Arthur Freed                          | Ein Amerikaner in Paris   | Charles K. Feldman für Endstation Sehnsucht Anatole Litvak und Frank McCarthy für Entscheidung vor Morgengrauen George Stevens für Ein Platz an der Sonne Sam Zimbalist für Quo vadis? |
| 25.   | 1953 | Cecil B. DeMille                      | Die größte Schau der Welt | Pandro S. Berman für Ivanhoe – Der schwarze Ritter John Ford und Merian C. Cooper für Der Sieger John Huston für Moulin Rouge Stanley Kramer für Zwölf Uhr mittags                     |
| 26.   | 1954 | Buddy Adler                           | Verdammt in alle Ewigkeit | John Houseman für Julius Caesar Frank Ross für Das Gewand George Stevens für Mein großer Freund Shane William Wyler für Ein Herz und eine Krone                                        |
| 27.   | 1955 | Sam Spiegel                           | Die Faust im Nacken       | Jack Cummings für Eine Braut für sieben Brüder Stanley Kramer für Die Caine war ihr Schicksal William Perlberg für Ein Mädchen vom Lande Sol C. Siegel für Drei Münzen im Brunnen      |
| 28.   | 1956 | Harold Hecht                          | Marty                     | Buddy Adler für Alle Herrlichkeit auf Erden Leland Hayward für Keine Zeit für Heldentum Fred Kohlmar für Picknick Hal B. Wallis für Die tätowierte Rose                                |
| 29.   | 1957 | Michael Todd                          | In 80 Tagen um die Welt   | Charles Brackett für Der König und ich Cecil B. DeMille für Die zehn Gebote George Stevens und Henry Ginsberg für Giganten William Wyler für Lockende Versuchung                       |
| 30.   | 1958 | Sam Spiegel                           | Die Brücke am Kwai        | Henry Fonda und Reginald Rose für Die zwölf Geschworenen William Goetz für Sayonara Arthur Hornblow junior für Zeugin der Anklage Jerry Wald für Glut unter der Asche                  |
| 31.   | 1959 | Arthur Freed                          | Gigi                      | Harold Hecht für Getrennt von Tisch und Bett Stanley Kramer für Flucht in Ketten Jack L. Warner für Die tolle Tante Lawrence Weingarten für Die Katze auf dem heißen Blechdach         |
| 32.   | 1960 | Sam Zimbalist (Posthume Auszeichnung) | Ben Hur                   | Otto Preminger für Anatomie eines Mordes Henry Blanke für Geschichte einer Nonne George Stevens für Das Tagebuch der Anne Frank John Woolf und James Woolf für Der Weg nach oben       |

## 1961–1970
| Oscar | Jahr | Preisträger     | für den Film                         | Nominierungen |
| ----- | ---- | --------------- | ------------------------------------ | --- |
| 33.   | 1961 | Billy Wilder    | Das Appartement                      | Bernard Smith für Elmer Gantry Jerry Wald für Söhne und Liebhaber John Wayne für Alamo Fred Zinnemann für Der endlose Horizont                                                                              |
| 34.   | 1962 | Robert Wise     | West Side Story                      | Carl Foreman für Die Kanonen von Navarone Stanley Kramer für Urteil von Nürnberg Joshua Logan für Fanny Robert Rossen für Haie der Großstadt                                                                |
| 35.   | 1963 | Sam Spiegel     | Lawrence von Arabien                 | Morton DaCosta für Music Man Alan J. Pakula für Wer die Nachtigall stört Aaron Rosenberg für Meuterei auf der Bounty Darryl F. Zanuck für Der längste Tag                                                   |
| 36.   | 1964 | Tony Richardson | Tom Jones – Zwischen Bett und Galgen | Elia Kazan für Die Unbezwingbaren Ralph Nelson für Lilien auf dem Felde Bernard Smith für Das war der Wilde Westen Walter Wanger für Cleopatra                                                              |
| 37.   | 1965 | Jack L. Warner  | My Fair Lady                         | Michael Cacoyannis für Alexis Sorbas Walt Disney und Bill Walsh für Mary Poppins Stanley Kubrick für Dr. Seltsam oder: Wie ich lernte, die Bombe zu lieben Hal B. Wallis für Becket                         |
| 38.   | 1966 | Robert Wise     | Meine Lieder – meine Träume          | Fred Coe für Tausend Clowns Joseph Janni für Darling Stanley Kramer für Das Narrenschiff Carlo Ponti für Doktor Schiwago                                                                                    |
| 39.   | 1967 | Fred Zinnemann  | Ein Mann zu jeder Jahreszeit         | Lewis Gilbert für Der Verführer läßt schön grüßen Norman Jewison für Die Russen kommen! Die Russen kommen! Ernest Lehman für Wer hat Angst vor Virginia Woolf? Robert Wise für Kanonenboot am Yangtse-Kiang |
| 40.   | 1968 | Walter Mirisch  | In der Hitze der Nacht               | Warren Beatty für Bonnie und Clyde Arthur P. Jacobs für Doktor Dolittle Stanley Kramer für Rat mal, wer zum Essen kommt Lawrence Turman für Die Reifeprüfung                                                |
| 41.   | 1969 | John Woolf      | Oliver                               | Ray Stark für Funny Girl Paul Newman für Die Liebe eines Sommers Martin Poll für Der Löwe im Winter Anthony Havelock-Allan und John Brabourne für Romeo und Julia                                           |
| 42.   | 1970 | Jerome Hellman  | Asphalt-Cowboy                       | John Foreman für Zwei Banditen Ernest Lehman für Hello, Dolly! Jacques Perrin und Ahmed Rachedi für Z Hal B. Wallis für Königin für tausend Tage                                                            |

## 1971–1980
| Oscar | Jahr | Preisträger                                                | für den Film                     | Nominierungen |
| ----- | ---- | ---------------------------------------------------------- | -------------------------------- | --- |
| 43.   | 1971 | Frank McCarthy                                             | Patton – Rebell in Uniform       | Ross Hunter für Airport Howard G. Minsky für Love Story Ingo Preminger für MASH Bob Rafelson und Richard Wechsler für Five Easy Pieces – Ein Mann sucht sich selbst |
| 44.   | 1972 | Philip D’Antoni                                            | Brennpunkt Brooklyn              | Stephen J. Friedman für Die letzte Vorstellung Norman Jewison für Anatevka Stanley Kubrick für Uhrwerk Orange Sam Spiegel für Nikolaus und Alexandra |
| 45.   | 1973 | Albert S. Ruddy                                            | Der Pate                         | John Boorman für Beim Sterben ist jeder der Erste Cy Feuer für Cabaret Bengt Forslund für Emigranten Robert B. Radnitz für Das Jahr ohne Vater |
| 46.   | 1974 | Tony Bill Michael Phillips Julia Phillips                  | Der Clou                         | Ingmar Bergman für Schreie und Flüstern William Peter Blatty für Der Exorzist Melvin Frank für Mann, bist du Klasse! Francis Ford Coppola und Gary Kurtz für American Graffiti |
| 47.   | 1975 | Francis Ford Coppola Gray Frederickson Fred Roos           | Der Pate – Teil II               | Irwin Allen für Flammendes Inferno Francis Ford Coppola für Der Dialog Robert Evans für Chinatown Marvin Worth für Lenny |
| 48.   | 1976 | Saul Zaentz Michael Douglas                                | Einer flog über das Kuckucksnest | Robert Altman für Nashville Martin Bregman und Martin Elfand für Hundstage Stanley Kubrick für Barry Lyndon Richard D. Zanuck und David Brown für Der weiße Hai |
| 49.   | 1977 | Irwin Winkler Robert Chartoff                              | Rocky                            | Robert F. Blumofe und Harold Leventhal für Dieses Land ist mein Land Walter Coblenz für Die Unbestechlichen Howard Gottfried für Network Michael Phillips und Julia Phillips für Taxi Driver                                                                                                |
| 50.   | 1978 | Charles H. Joffe                                           | Der Stadtneurotiker              | Gary Kurtz für Krieg der Sterne Herbert Ross und Arthur Laurents für Am Wendepunkt Richard Roth für Julia Ray Stark für Der Untermieter |
| 51.   | 1979 | Barry Spikings Michael Deeley Michael Cimino John Peverall | Die durch die Hölle gehen        | Warren Beatty für Der Himmel soll warten Jerome Hellman für Coming Home – Sie kehren heim Alan Marshall und David Puttnam für 12 Uhr nachts – Midnight Express Paul Mazursky und Anthony Ray für Eine entheiratete Frau                                                                     |
| 52.   | 1980 | Stanley R. Jaffe                                           | Kramer gegen Kramer              | Tamara Asseyev und Alexandra Rose für Norma Rae – Eine Frau steht ihren Mann Robert Alan Aurthur für Hinter dem Rampenlicht Francis Ford Coppola, Fred Roos, Gray Frederickson und Tom Sternberg für Apocalypse Now Peter Yates für Vier irre Typen – Wir schaffen alle, uns schafft keiner |

## 1981–1990
| Oscar | Jahr | Preisträger                        | für den Film                 | Nominierungen |
| ----- | ---- | ---------------------------------- | ---------------------------- | --- |
| 53.   | 1981 | Ronald L. Schwary                  | Eine ganz normale Familie    | Claude Berri und Timothy Burrill für Tess Jonathan Sanger für Der Elefantenmensch Bernard Schwartz für Nashville Lady Irwin Winkler und Robert Chartoff für Wie ein wilder Stier                                                                                          |
| 54.   | 1982 | David Puttnam                      | Die Stunde des Siegers       | Warren Beatty für Reds Bruce Gilbert für Am goldenen See Denis Héroux für Atlantic City, USA Frank Marshall für Jäger des verlorenen Schatzes |
| 55.   | 1983 | Richard Attenborough               | Gandhi                       | Edward Lewis und Mildred Lewis für Vermißt Sydney Pollack und Dick Richards für Tootsie Steven Spielberg und Kathleen Kennedy für E.T. – Der Außerirdische Richard D. Zanuck und David Brown für The Verdict – Die Wahrheit und nichts als die Wahrheit                   |
| 56.   | 1984 | James L. Brooks                    | Zeit der Zärtlichkeit        | Philip Hobel für Comeback der Liebe Michael Shamberg für Der große Frust Irwin Winkler und Robert Chartoff für Der Stoff, aus dem die Helden sind Peter Yates für Ein ungleiches Paar                                                                                     |
| 57.   | 1985 | Saul Zaentz                        | Amadeus                      | John Brabourne und Richard B. Goodwin für Reise nach Indien Arlene Donovan für Ein Platz im Herzen Norman Jewison, Ronald L. Schwary und Patrick J. Palmer für Sergeant Waters – Eine Soldatengeschichte David Puttnam für The Killing Fields – Schreiendes Land          |
| 58.   | 1986 | Sydney Pollack                     | Jenseits von Afrika          | Edward S. Feldman für Der einzige Zeuge John Foreman für Die Ehre der Prizzis Steven Spielberg, Kathleen Kennedy, Frank Marshall und Quincy Jones für Die Farbe Lila David Weisman für Kuß der Spinnenfrau                                                                |
| 59.   | 1987 | Arnold Kopelson                    | Platoon                      | Fernando Ghia und David Puttnam für Mission Robert Greenhut für Hannah und ihre Schwestern Ismail Merchant für Zimmer mit Aussicht Burt Sugarman und Patrick J. Palmer für Gottes vergessene Kinder                                                                       |
| 60.   | 1988 | Jeremy Thomas                      | Der letzte Kaiser            | John Boorman für Hope and Glory James L. Brooks für Nachrichtenfieber – Broadcast News Stanley R. Jaffe und Sherry Lansing für Eine verhängnisvolle Affäre Patrick J. Palmer und Norman Jewison für Mondsüchtig                                                           |
| 61.   | 1989 | Mark Johnson                       | Rain Man                     | Norma Heyman und Hank Moonjean für Gefährliche Liebschaften Lawrence Kasdan, Charles Okun und Michael Grillo für Die Reisen des Mr. Leary Douglas Wick für Die Waffen der Frauen Frederick Zollo und Robert F. Colesberry für Mississippi Burning – Die Wurzel des Hasses |
| 62.   | 1990 | Richard D. Zanuck Lili Fini Zanuck | Miss Daisy und ihr Chauffeur | Lawrence Gordon und Charles Gordon für Feld der Träume Steven Haft, Paul Junger Witt und Tony Thomas für Der Club der toten Dichter A. Kitman Ho und Oliver Stone für Geboren am 4. Juli Noel Pearson für Mein linker Fuß                                                 |

## 1991–2000
| Oscar | Jahr | Preisträger                                                             | für den Film             | Nominierungen |
| ----- | ---- | ----------------------------------------------------------------------- | ------------------------ | --- |
| 63.   | 1991 | Jim Wilson Kevin Costner                                                | Der mit dem Wolf tanzt   | Francis Ford Coppola für Der Pate III Walter F. Parkes und Lawrence Lasker für Zeit des Erwachens Lisa Weinstein für Ghost – Nachricht von Sam Irwin Winkler für GoodFellas – Drei Jahrzehnte in der Mafia                                                                      |
| 64.   | 1992 | Edward Saxon Kenneth Utt Ron Bozman                                     | Das Schweigen der Lämmer | Don Hahn für Die Schöne und das Biest A. Kitman Ho und Oliver Stone für JFK – Tatort Dallas Mark Johnson, Barry Levinson und Warren Beatty für Bugsy Barbra Streisand und Andrew Karsch für Herr der Gezeiten                                                                   |
| 65.   | 1993 | Clint Eastwood                                                          | Erbarmungslos            | Martin Brest für Der Duft der Frauen David Brown, Rob Reiner und Andrew Scheinman für Eine Frage der Ehre Ismail Merchant für Wiedersehen in Howards End Stephen Woolley für The Crying Game                                                                                    |
| 66.   | 1994 | Steven Spielberg Gerald R. Molen Branko Lustig                          | Schindlers Liste         | Jan Chapman für Das Piano Arnold Kopelson für Auf der Flucht Mike Nichols, John Calley und Ismail Merchant für Was vom Tage übrig blieb Jim Sheridan für Im Namen des Vaters |
| 67.   | 1995 | Wendy Finerman Steve Tisch Steve Starkey                                | Forrest Gump             | Lawrence Bender für Pulp Fiction Michael Jacobs, Julian Krainin, Michael Nozik und Robert Redford für Quiz Show Duncan Kenworthy für Vier Hochzeiten und ein Todesfall Niki Marvin für Die Verurteilten                                                                         |
| 68.   | 1996 | Mel Gibson Alan Ladd junior Bruce Davey                                 | Braveheart               | Gaetano Daniele, Mario Cecchi Gori und Vittorio Cecchi Gori für Der Postmann Lindsay Doran für Sinn und Sinnlichkeit Brian Grazer für Apollo 13 George Miller, Doug Mitchell und Bill Miller für Ein Schweinchen namens Babe                                                    |
| 69.   | 1997 | Saul Zaentz                                                             | Der englische Patient    | James L. Brooks, Laurence Mark, Richard Sakai und Cameron Crowe für Jerry Maguire – Spiel des Lebens Simon Channing-Williams für Lügen und Geheimnisse Ethan Coen für Fargo Jane Scott für Shine – Der Weg ins Licht                                                            |
| 70.   | 1998 | James Cameron Jon Landau                                                | Titanic                  | Lawrence Bender für Good Will Hunting James L. Brooks, Bridget Johnson und Kristi Zea für Besser geht’s nicht Arnon Milchan, Curtis Hanson und Michael G. Nathanson für L.A. Confidential Uberto Pasolini für Ganz oder gar nicht                                               |
| 71.   | 1999 | David Parfitt Donna Gigliotti Harvey Weinstein Edward Zwick Marc Norman | Shakespeare in Love      | Elda Ferri und Gianluigi Braschi für Das Leben ist schön Robert Michael Geisler, John Roberdeau und Grant Hill für Der schmale Grat Alison Owen, Eric Fellner und Tim Bevan für Elizabeth Steven Spielberg, Ian Bryce, Mark Gordon und Gary Levinsohn für Der Soldat James Ryan |
| 72.   | 2000 | Bruce Cohen Dan Jinks                                                   | American Beauty          | Richard N. Gladstein für Gottes Werk und Teufels Beitrag Michael Mann und Pieter Jan Brugge für Insider Frank Marshall, Kathleen Kennedy und Barry Mendel für The Sixth Sense David Valdes und Frank Darabont für The Green Mile                                                |

## 2001–2010
| Oscar | Jahr | Preisträger                                             | für den Film                                | Nominierungen |
| ----- | ---- | ------------------------------------------------------- | ------------------------------------------- | --- |
| 73.   | 2001 | Douglas Wick David Franzoni Branko Lustig               | Gladiator                                   | David Brown, Kit Golden und Leslie Holleran für Chocolat – Ein kleiner Biss genügt Danny DeVito, Michael Shamberg und Stacey Sher für Erin Brockovich William Kong, Hsu Li-Kong und Ang Lee für Tiger and Dragon Edward Zwick, Marshall Herskovitz und Laura Bickford für Traffic – Macht des Kartells |
| 74.   | 2002 | Brian Grazer Ron Howard                                 | A Beautiful Mind – Genie und Wahnsinn       | Robert Altman, Bob Balaban und David Levy für Gosford Park Fred Baron, Martin Brown und Baz Luhrmann für Moulin Rouge Peter Jackson, Barrie M. Osborne und Fran Walsh für Der Herr der Ringe: Die Gefährten Graham Leader, Ross Katz und Todd Field für In the Bedroom |
| 75.   | 2003 | Martin Richards                                         | Chicago                                     | Alberto Grimaldi und Harvey Weinstein für Gangs of New York Barrie M. Osborne, Fran Walsh und Peter Jackson für Der Herr der Ringe: Die zwei Türme Roman Polański, Robert Benmussa und Alain Sarde für Der Pianist Scott Rudin und Robert Fox für The Hours – Von Ewigkeit zu Ewigkeit |
| 76.   | 2004 | Barrie M. Osborne Peter Jackson Fran Walsh              | Der Herr der Ringe: Die Rückkehr des Königs | Samuel Goldwyn Jr., Peter Weir und Duncan Henderson für Master & Commander – Bis ans Ende der Welt Ross Katz und Sofia Coppola für Lost in Translation Kathleen Kennedy, Frank Marshall und Gary Ross für Seabiscuit – Mit dem Willen zum Erfolg Robert Lorenz, Judie Hoyt und Clint Eastwood für Mystic River |
| 77.   | 2005 | Clint Eastwood Albert S. Ruddy Tom Rosenberg            | Million Dollar Baby                         | Richard N. Gladstein und Nellie Bellflower für Wenn Träume fliegen lernen Taylor Hackford, Stuart Benjamin und Howard Baldwin für Ray Michael London für Sideways Michael Mann und Graham King für Aviator |
| 78.   | 2006 | Paul Haggis Cathy Schulman                              | L.A. Crash                                  | Caroline Baron, William Vince und Michael Ohoven für Capote Grant Heslov für Good Night, and Good Luck Kathleen Kennedy, Steven Spielberg und Barry Mendel für München Diana Ossana und James Schamus für Brokeback Mountain |
| 79.   | 2007 | Graham King                                             | Departed – Unter Feinden                    | Steve Golin, Alejandro González Iñárritu und Jon Kilik für Babel Clint Eastwood, Robert Lorenz und Steven Spielberg für Letters from Iwo Jima David T. Friendly, Peter Saraf und Marc Turtletaub für Little Miss Sunshine Andy Harries, Christine Langan und Tracey Seaward für Die Queen |
| 80.   | 2008 | Ethan und Joel Coen Scott Rudin                         | No Country for Old Men                      | Tim Bevan, Eric Fellner und Paul Webster für Abbitte Lianne Halfon, Mason Novick und Russell Smith für Juno Sydney Pollack, Jennifer Fox und Kerry Orent für Michael Clayton Paul Thomas Anderson, Daniel Lupi und JoAnne Sellar für There Will Be Blood |
| 81.   | 2009 | Christian Colson                                        | Slumdog Millionär                           | Ceán Chaffin, Kathleen Kennedy und Frank Marshall für Der seltsame Fall des Benjamin Button Brian Grazer, Ron Howard und Eric Fellner für Frost/Nixon Bruce Cohen und Dan Jinks für Milk Anthony Minghella, Sydney Pollack, Donna Gigliotti und Redmond Morris für Der Vorleser |
| 82.   | 2010 | Kathryn Bigelow Mark Boal Nicolas Chartier Greg Shapiro | Tödliches Kommando – The Hurt Locker        | James Cameron und Jon Landau für Avatar – Aufbruch nach Pandora Gil Netter, Andrew A. Kosove und Broderick Johnson für Blind Side – Die große Chance Peter Jackson und Carolynne Cunningham für District 9 Finola Dwyer und Amanda Posey für An Education Lawrence Bender für Inglourious Basterds Lee Daniels, Sarah Siegel-Magness und Gary Magness für Precious – Das Leben ist kostbar Ethan und Joel Coen für A Serious Man Jonas Rivera für Oben Daniel Dubiecki, Ivan Reitman und Jason Reitman für Up in the Air |

## 2011–2020
| Oscar | Jahr | Preisträger                                                              | für den Film                                              | Nominierungen |
| ----- | ---- | ------------------------------------------------------------------------ | --------------------------------------------------------- | --- |
| 83.   | 2011 | Iain Canning Emile Sherman Gareth Unwin                                  | The King’s Speech                                         | Christian Colson, Danny Boyle und John Smithson für 127 Hours Mike Medavoy, Brian Oliver und Scott Franklin für Black Swan Mark Wahlberg, David Hoberman und Todd Lieberman für The Fighter Christopher Nolan und Emma Thomas für Inception Gary Gilbert, Jeffrey Levy-Hinte und Celine Rattray für The Kids Are All Right Scott Rudin, Dana Brunetti, Michael De Luca und Ceán Chaffin für The Social Network Darla K. Anderson für Toy Story 3 Ethan Coen, Joel Coen und Scott Rudin für True Grit Anne Rosellini und Alix Madigan für Winter’s Bone                                                                        |
| 84.   | 2012 | Thomas Langmann                                                          | The Artist                                                | Jim Burke, Alexander Payne und Jim Taylor für The Descendants – Familie und andere Angelegenheiten Scott Rudin für Extrem laut & unglaublich nah Brunson Green, Chris Columbus und Michael Barnathan für The Help Graham King und Martin Scorsese für Hugo Cabret Letty Aronson und Stephen Tenenbaum für Midnight in Paris Michael De Luca, Rachael Horovitz und Brad Pitt für Die Kunst zu gewinnen – Moneyball Dede Gardner, Sarah Green, Bill Pohlad und Grant Hill für The Tree of Life Steven Spielberg und Kathleen Kennedy für Gefährten                                                                              |
| 85.   | 2013 | Grant Heslov Ben Affleck George Clooney                                  | Argo                                                      | Dan Janvey, Josh Penn, Michael Gottwald für Beasts of the Southern Wild Stacey Sher, Reginald Hudlin, Pilar Savone für Django Unchained Margaret Ménégoz, Stefan Arndt, Veit Heiduschka, Michael Katz für Liebe Gil Netter, Ang Lee, David Womark für Life of Pi: Schiffbruch mit Tiger Steven Spielberg, Kathleen Kennedy für Lincoln Tim Bevan, Eric Fellner, Debra Hayward, Cameron Mackintosh für Les Misérables Donna Gigliotti, Bruce Cohen, Jonathan Gordon für Silver Linings Mark Boal, Kathryn Bigelow, Megan Ellison für Zero Dark Thirty                                                                          |
| 86.   | 2014 | Brad Pitt Dede Gardner Jeremy Kleiner Steve McQueen Anthony Katagas      | 12 Years a Slave                                          | Charles Roven, Richard Suckle, Megan Ellison, Jonathan Gordon für American Hustle Scott Rudin, Dana Brunetti, Michael De Luca für Captain Phillips Robbie Brenner, Rachel Winter für Dallas Buyers Club Alfonso Cuarón, David Heyman für Gravity Megan Ellison, Spike Jonze, Vincent Landay für Her Albert Berger, Ron Yerxa für Nebraska Gabrielle Tana, Steve Coogan, Tracey Seaward für Philomena Martin Scorsese, Leonardo DiCaprio, Joey McFarland, Emma Tillinger Koskoff für The Wolf of Wall Street |
| 87.   | 2015 | Alejandro González Iñárritu John Lesher James W. Skotchdopole            | Birdman oder (Die unverhoffte Macht der Ahnungslosigkeit) | Clint Eastwood, Robert Lorenz, Andrew Lazar, Bradley Cooper, Peter Morgan für American Sniper Richard Linklater, Cathleen Sutherland für Boyhood Tim Bevan, Eric Fellner, Lisa Bruce, Anthony McCarten für Die Entdeckung der Unendlichkeit Wes Anderson, Scott Rudin, Steven Rales, Jeremy Dawson für Grand Budapest Hotel Nora Grossman, Ido Ostrowsky, Teddy Schwarzman für The Imitation Game – Ein streng geheimes Leben Christian Colson, Oprah Winfrey, Dede Gardner, Jeremy Kleiner für Selma Jason Blum, Helen Estabrook, David Lancaster für Whiplash                                                               |
| 88.   | 2016 | Michael Sugar Steve Golin Nicole Rocklin Blye Pagon Faust                | Spotlight                                                 | Brad Pitt, Dede Gardner, Jeremy Kleiner für The Big Short Steven Spielberg, Marc Platt, Kristie Macosko Krieger für Bridge of Spies – Der Unterhändler Finola Dwyer, Amanda Posey für Brooklyn – Eine Liebe zwischen zwei Welten Doug Mitchell, George Miller für Mad Max: Fury Road Simon Kinberg, Ridley Scott, Michael Schaefer, Mark Huffam für Der Marsianer – Rettet Mark Watney Ed Guiney für Raum Arnon Milchan, Steve Golin, Alejandro G. Iñárritu, Mary Parent, Keith Redmon für The Revenant – Der Rückkehrer |
| 89.   | 2017 | Adele Romanski Dede Gardner Jeremy Kleiner                               | Moonlight                                                 | Shawn Levy, Dan Levine, Aaron Ryder, David Linde für Arrival Scott Rudin, Denzel Washington, Todd Black für Fences Bill Mechanic, David Permut für Hacksaw Ridge – Die Entscheidung Carla Hacken, Julie Yorn für Hell or High Water Donna Gigliotti, Peter Chernin, Jenno Topping, Pharrell Williams, Theodore Melfi für Hidden Figures – Unerkannte Heldinnen Fred Berger, Jordan Horowitz, Marc Platt für La La Land Emile Sherman, Iain Canning, Angie Fielder für Lion – Der lange Weg nach Hause Matt Damon, Kimberly Steward, Chris Moore, Lauren Beck, Kevin J. Walsh für Manchester by the Sea                        |
| 90.   | 2018 | Guillermo del Toro J. Miles Dale                                         | Shape of Water – Das Flüstern des Wassers                 | Peter Spears, Luca Guadagnino, Émilie Georges, Marco Morabito für Call Me by Your Name Tim Bevan, Eric Fellner, Lisa Bruce, Anthony McCarten, Douglas Urbanski für Die dunkelste Stunde Emma Thomas, Christopher Nolan für Dunkirk Sean McKittrick, Jason Blum, Edward H. Hamm Jr., Jordan Peele für Get Out Scott Rudin, Eli Bush, Evelyn O’Neill für Lady Bird JoAnne Sellar, Paul Thomas Anderson, Megan Ellison, Daniel Lupi für Der seidene Faden Graham Broadbent, Pete Czernin, Martin McDonagh für Three Billboards Outside Ebbing, Missouri Amy Pascal, Steven Spielberg, Kristie Macosko Krieger für Die Verlegerin |
| 91.   | 2019 | Jim Burke Charles B. Wessler Brian Currie Peter Farrelly Nick Vallelonga | Green Book – Eine besondere Freundschaft                  | Kevin Feige für Black Panther Sean McKittrick, Jason Blum, Raymond Mansfield, Jordan Peele, Spike Lee für BlacKkKlansman Graham King für Bohemian Rhapsody Ceci Dempsey, Ed Guiney, Giorgos Lanthimos, Lee Magiday für The Favourite – Intrigen und Irrsinn Gabriela Rodríguez, Alfonso Cuarón für Roma Bill Gerber, Bradley Cooper, Lynette Howell Taylor für A Star Is Born Dede Gardner, Jeremy Kleiner, Adam McKay, Kevin J. Messick für Vice – Der zweite Mann |
| 92.   | 2020 | Kwak Sin-ae Bong Joon-ho                                                 | Parasite                                                  | Sam Mendes, Pippa Harris, Jayne-Ann Tenggren, Callum McDougall für 1917 Martin Scorsese, Robert De Niro, Jane Rosenthal, Emma Tillinger Koskoff für The Irishman Carthew Neal, Taika Waititi, Chelsea Winstanley für Jojo Rabbit Todd Phillips, Bradley Cooper, Emma Tillinger Koskoff für Joker Peter Chernin, Jenno Topping, James Mangold für Le Mans 66 – Gegen jede Chance Amy Pascal für Little Women Noah Baumbach, David Heyman für Marriage Story David Heyman, Shannon McIntosh, Quentin Tarantino für Once Upon a Time in Hollywood                                                                                |

## 2021–2030
| Oscar | Jahr | Preisträger                                                       | für den Film                      | Nominierungen |
| ----- | ---- | ----------------------------------------------------------------- | --------------------------------- | --- |
| 93.   | 2021 | Frances McDormand Peter Spears Mollye Asher Dan Janvey Chloé Zhao | Nomadland                         | David Parfitt, Jean-Louis Livi und Philippe Carcassonne für The Father Shaka King, Charles D. King und Ryan Coogler für Judas and the Black Messiah Ceán Chaffin, Eric Roth und Douglas Urbanski für Mank Christina Oh für Minari – Wo wir Wurzeln schlagen Ben Browning, Ashley Fox, Emerald Fennell und Josey McNamara für Promising Young Woman Bert Hamelinck und Sacha Ben Harroche für Sound of Metal Marc Platt und Stuart M. Besser für The Trial of the Chicago 7 |
| 94.   | 2022 | Fabrice Gianfermi Philippe Rousselet Patrick Wachsberger          | Coda                              | Laura Berwick, Kenneth Branagh, Becca Kovacik und Tamar Thomas für Belfast Adam McKay und Kevin J. Messick für Don’t Look Up Teruhisa Yamamoto für Drive My Car Cale Boyter, Mary Parent und Denis Villeneuve für Dune Will Smith, Tim White und Trevor White für King Richard Paul Thomas Anderson, Sara Murphy und Adam Somner für Licorice Pizza Bradley Cooper, J. Miles Dale und Guillermo del Toro für Nightmare Alley Jane Campion, Iain Canning, Roger Frappier, Tanya Seghatchian und Emile Sherman für The Power of the Dog Kristie Macosko Krieger und Steven Spielberg für West Side Story                                                                     |
| 95.   | 2023 | Daniel Kwan Daniel Scheinert Jonathan Wang                        | Everything Everywhere All at Once | Dede Gardner, Jeremy Kleiner und Frances McDormand für Die Aussprache James Cameron und Jon Landau für Avatar: The Way of Water Graham Broadbent, Pete Czernin und Martin McDonagh für The Banshees of Inisherin Gail Berman, Baz Luhrmann, Catherine Martin, Patrick McCormick und Schuyler Weiss für Elvis Kristie Macosko Krieger, Steven Spielberg und Tony Kushner für Die Fabelmans Malte Grunert für Im Westen nichts Neues Todd Field, Scott Lambert und Alexandra Milchan für Tár Tom Cruise, Christopher McQuarrie, David Ellison und Jerry Bruckheimer für Top Gun: Maverick Erik Hemmendorff und Philippe Bober für Triangle of Sadness                        |
| 96.   | 2024 | Christopher Nolan Charles Roven Emma Thomas                       | Oppenheimer                       | Cord Jefferson, Jermaine Johnson, Nikos Karamigios und Ben LeClair für Amerikanische Fiktion Marie-Ange Luciani und David Thion für Anatomie eines Falls Tom Ackerley, Robbie Brenner, David Heyman und Margot Robbie für Barbie Mark Johnson für The Holdovers Dan Friedkin, Daniel Lupi, Martin Scorsese und Bradley Thomas für Killers of the Flower Moon Fred Berner, Bradley Cooper, Amy Durning, Kristie Macosko Krieger und Steven Spielberg für Maestro David Hinojosa, Pamela Koffler und Christine Vachon für Past Lives – In einem anderen Leben Ed Guiney, Giorgos Lanthimos, Andrew Lowe und Emma Stone für Poor Things James Wilson für The Zone of Interest |
| 97.   | 2025 | Sean Baker Alex Coco Samantha Quan                                | Anora                             | Brady Corbet, Nick Gordon, D. J. Gugenheim, Andrew Morrison und Brian Young für Der Brutalist Cale Boyter, Tanya Lapointe, Mary Parent und Denis Villeneuve für Dune: Part Two Jacques Audiard und Pascal Caucheteux für Emilia Pérez Maria Carlota Bruno und Rodrigo Teixeira für Für immer hier Juliette Howell, Michael A. Jackman und Tessa Ross für Konklave Fred Berger, Alex Heineman und James Mangold für Like A Complete Unknown Joslyn Barnes, Dede Gardner und Jeremy Kleiner für Nickel Boys Tim Bevan, Coralie Fargeat und Eric Fellner für The Substance Marc Platt für Wicked                                                                              |